# Nave dormitorio
Se llama nave dormitorio a un tipo hipotético de nave espacial tripulada en la cual toda o la mayor parte de la tripulación pasa el viaje en una cierta forma de hibernación o de animación suspendida. Dado que actualmente no hay tecnología conocida que permita la animación suspendida a largo plazo de seres humanos, el término generalmente queda circunscrito dentro de la ciencia ficción. Una alternativa puede ser la congelación criogénica de los miembros de la tripulación, aunque en este caso no sería una animación suspendida verdadera.
El papel más común de las naves dormitorio dentro de la ficción se encuentra en los viajes interestelares, generalmente a velocidades inferiores a la de la luz. La duración de tales viajes podrían llegar a alcanzar cientos o miles de años, haciendo necesaria cierta forma de prolongación de la vida -como la animación suspendida- para que la tripulación original pueda alcanzar su destino. Asimismo, las naves dormitorio son una alternativa para cuando, por la razón que fuere, no es posible utilizar una nave generacional.
La animación suspendida puede también ser útil para reducir el consumo de recursos de soporte de vida por los miembros de la tripulación, que no son necesarios durante el viaje, y por ello en ocasiones las naves dormitorio aparecen en el contexto de viajes interplanetarios.

## En ficción
Hay numerosos ejemplos de naves dormitorios dentro de la literatura y cine de ciencia ficción. Uno de los más conocidos es la novela 2001: Una Odisea del Espacio de Arthur C. Clarke y la película homónima dirigida por Stanley Kubrick, otro es Nostromo, la nave de la película Alien, el octavo pasajero, o la de El planeta de los simios o Barbarella.